# Łabędź czarnoszyi
Łabędź czarnoszyi (Cygnus melancoryphus) – gatunek dużego ptaka z podrodziny gęsi (Anserinae) w rodzinie kaczkowatych (Anatidae). Zamieszkuje południową część Ameryki Południowej oraz Falklandy. Nie występuje dymorfizm płciowy. Jest najmniejszym przedstawicielem rodzaju Cygnus. Nie jest zagrożony wyginięciem. Nie wyróżnia się podgatunków.

## Morfologia

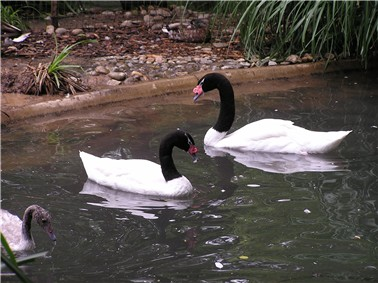
3 łabędzie czarnoszyje, po lewej widoczny młody łabędź

Długość ciała 102–124 cm, rozpiętość skrzydeł około 177 cm; masa ciała samic 3500–4400 g, samców 4600–8700 g. Ten ptak wygląda tak, jak blisko z nim spokrewniony łabędź niemy, ale ma czarną szyję oraz większą, różową woskówkę. Za okiem ma cienki, biały pasek. Samiec nie różni się od samicy. Jest dosyć cichym ptakiem, ale gdy broni gniazda, potrafi być głośny.

## Zasięg występowania
Zamieszkuje południowe obszary Ameryki Południowej oraz Falklandy. Najliczniej Patagonię i Ziemię Ognistą. Populacje z północy zasięgu oraz z Falklandów są generalnie osiadłe. Ptaki z wyższych szerokości geograficznych zimą migrują na północ aż po południowo-wschodnią Brazylię i Paragwaj.

## Ekologia i zachowanie

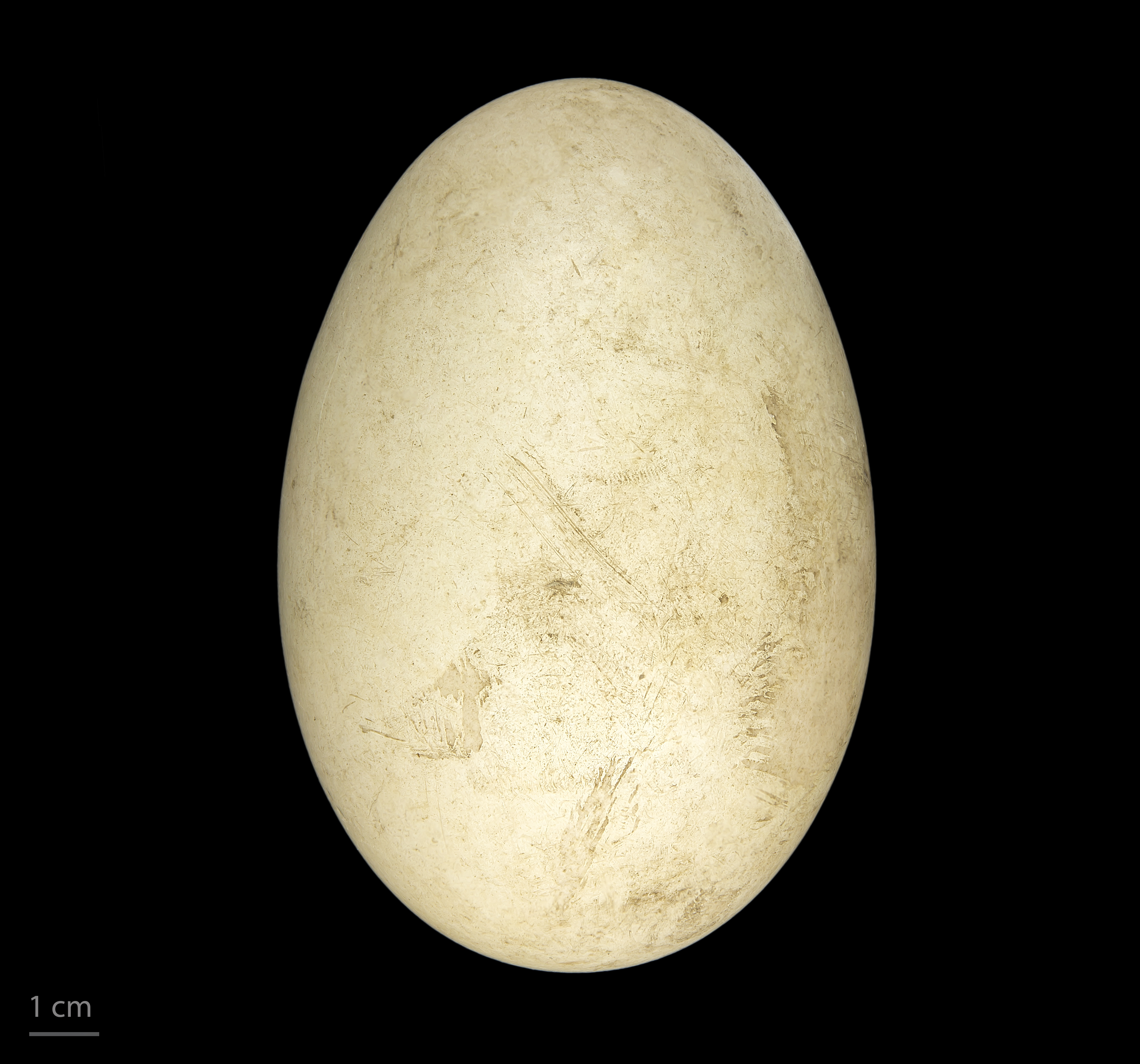
Jajo z kolekcji muzealnej

BiotopOsiedlają się tuż przy brzegach jezior, na bagnach i w lagunach.
PokarmW naturze żywią się głównie roślinami wodnymi, owadami oraz ikrą ryb.
LęgiLęgi wypadają na koniec jesieni i zimę.
JajaSamica składa 4–8 jaj, wysiaduje je przez 36–40 dni. Samiec nie pomaga w wysiadywaniu, ale za to broni swoją partnerkę.
PisklętaPisklęta są inne niż ich rodzice: ich szyja jest brązowo-szara, a nogi i dziób szare. Gdy są jeszcze bardzo młode, rodzice troskliwie się nimi zajmują, m.in. „przewożą” na swoim grzbiecie.

## Status
Międzynarodowa Unia Ochrony Przyrody (IUCN) uznaje łabędzia czarnoszyjego za gatunek najmniejszej troski (LC – Least Concern) nieprzerwanie od 1988 roku. Globalny trend liczebności uznawany jest za stabilny, choć trendy liczebności niektórych populacji nie są znane.

## Hodowla
Łabędzie czarnoszyje są chętnie hodowane z powodu swojego oryginalnego wyglądu. Ich wybieg powinien być wyposażony w oczko wodne. Na podłożu powinna rosnąć trawa, może być także wysłane dużą ilością słomy. Chłodne dni muszą spędzać w ogrzewanym pomieszczeniu, w którym koniecznie musi być basen lub chociaż miska z wodą.